# Moto Guzzi Stelvio II
Die Moto Guzzi Stelvio ist ein Motorrad der Kategorie Reiseenduro, das der italienische Hersteller Moto Guzzi seit Ende 2023 in Mandello del Lario produziert. Es ist, wie das von 2008 bis 2016 produzierte Vorgängermodell, nach dem Stilfser Joch (italienisch Passo dello Stelvio) benannt.
Die Neuauflage der Reiseenduro wurde im November 2022 auf der 79. internationalen Motorradshow EICMA in Mailand angekündigt und Ende Oktober 2023 ausgewählten Fachjournalisten für Probefahrten zur Verfügung gestellt. Anschließend wurde sie auf der 80. EICMA im November 2023 ausgestellt.
Die Stelvio hat den gleichen Antrieb und einen bis auf einige Versteifungen im Bereich der Motoraufhängung gleichen Rahmen wie die 2022 eingeführte V100 Mandello, unterscheidet sich allerdings durch das bedingt geländegängige Fahrwerk sowie den Aufbau und bietet weiterentwickelte Fahrassistenzsysteme.

## Ausstattung, Modellentwicklung

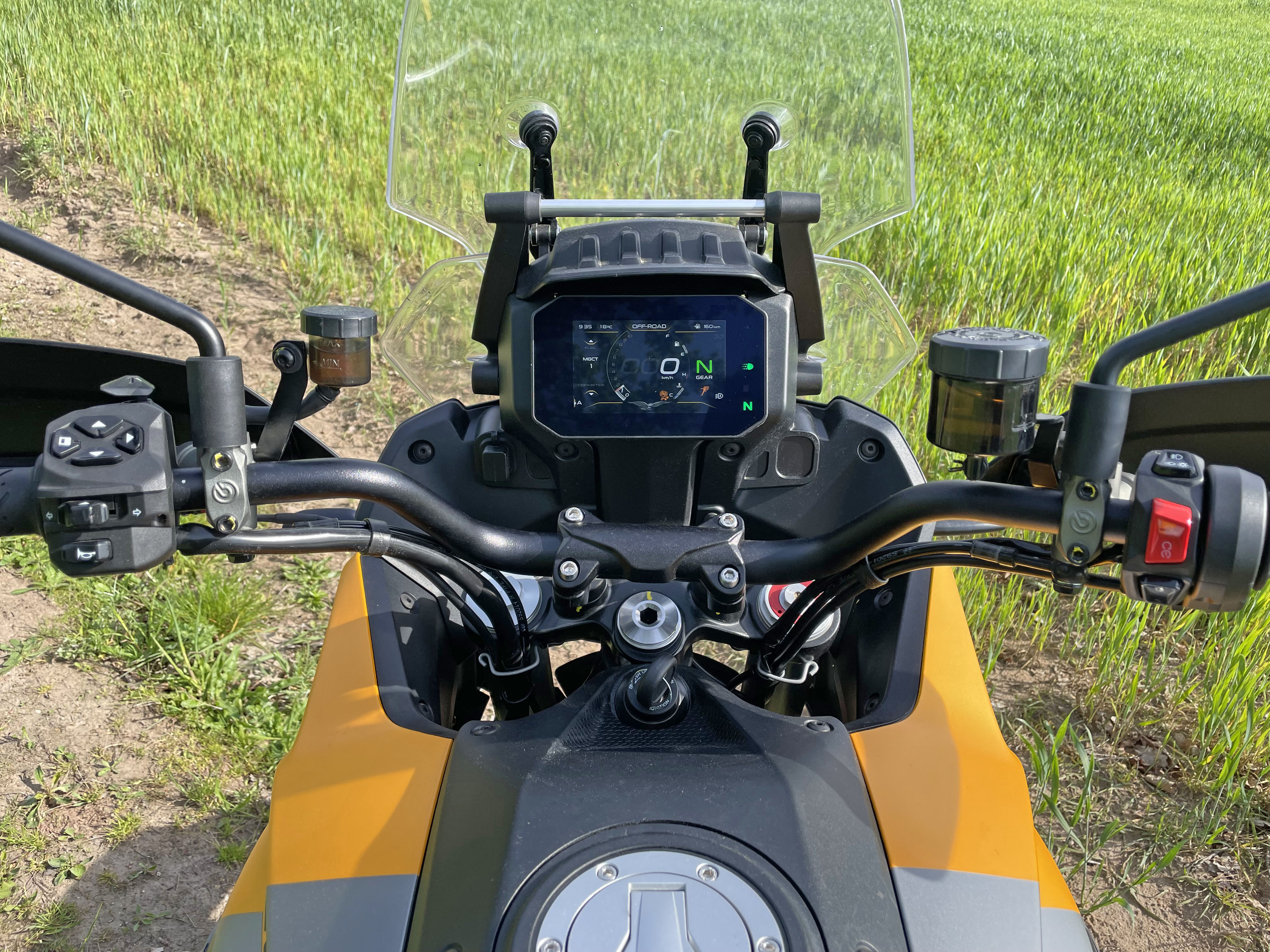
Anzeige und Bedienelemente

Zur zeitgemäßen Ausstattung gehören Kurven-ABS und Traktionskontrolle, Voll-LED-Beleuchtung inkl. Tagfahr- und Kurvenlicht, serienmäßiger Tempomat, Fünf-Zoll-TFT-Farbinstrument, Multimedia-Plattform Moto Guzzi MIA mit Smartphone-Schnittstelle, fünf individuell einstellbare Fahrmodi („Travel“/„Turismo“, „Rain“/„Pioggia“, „Off-Road“, „Sport“ und „Road“/„Strada“) sowie das Fahrassistenzsystem Rider Assistance Solution® mit 4D-Radartechnologie.
Zur Markteinführung ist das Motorrad in zwei Farbkombinationen lieferbar: „Giallo Savana“ (silbergrau-gelb) und „Nero Vulcano“ (schwarz-silbergrau). Ausgeliefert wird es ab Anfang 2024.
Im Modelljahr 2025 gibt es die Sonderedition „Duecento Tributo“ (auf Deutsch etwa „Zweihunderter-Hommage“) in Erinnerung an die Eröffnung der Passstraße über den namensgebenden Stilfser Joch im Jahr 1825. Die Variante ist auf 2758 Stück limitiert, nach der Passhöhe.

## Technische Daten

### Antrieb
Die Stelvio hat einen flüssigkeitsgekühlten Zweizylinder-Viertaktmotor, von Moto Guzzi „Compact Block“ genannt. Er leistet aus 1042 cm³ Hubraum 85 kW (115 PS) bei einer Drehzahl von 8700 min−1; das maximale Drehmoment beträgt 105 Nm bei 6750 min−1, wovon 90 % bereits ab 3000 min−1 zur Verfügung stehen. Es ist ein längs eingebauter V-Motor, wie alle V-Motoren von Moto Guzzi seit 1967 mit einem Zylinderwinkel von 90 Grad. Die Zylinder haben eine Bohrung von 96 mm Durchmesser, der Kolbenhub beträgt 72 mm, das Verdichtungsverhältnis 12,6 : 1. Die zwei obenliegenden, kettengetriebenen Nockenwellen steuern je zwei Ein- und Auslassventile pro Zylinder. Im Vergleich zur bisherigen typischen Grundkonstruktion der luftgekühlten V2-Motoren von Moto Guzzi wurden die Zylinderköpfe um 90° gedreht, so dass die Einlassseiten nicht mehr hinten, sondern zwischen den Zylindern liegen und die Abgaskrümmer nicht mehr nach vorne, sondern nach außen-unten zeigen. Dies ermöglicht laut Moto Guzzi kompaktere Abmessungen (103 mm kürzer als der Motor der V85 TT) und einen Motoreinbau weiter vorne, schafft den nun nötigen Bauraum vorne für den Kühler und sorgt für komfortable Beinfreiheit hinter den Zylindern.
Die Gemischbildung übernimmt eine elektronisch geregelte Saugrohreinspritzung von Marelli mit einzelner zentraler Drosselklappe, deren Steuerung elektronisch ist (sogenanntes „Ride-by-Wire“). Der Kraftstofftank aus Kunststoff fasst 21 Liter,  womit sich eine theoretische Reichweite von über 400 km ergibt.
Eine hydraulisch betätigte Mehrscheibenkupplung im Ölbad mit Anti-Hopping-Funktion trennt den Motor vom Sechsgang-Getriebe. Die abschaltbare Antriebsschlupfregelung MGCT (italienisch: Moto Guzzi Controllo di Trazione) kann in drei Stufen eingestellt werden.
Die Abgasnachbehandlung erfolgt durch einen geregelten Drei-Wege-Katalysator mit zwei Lambdasonden, die Schadstoffwerte unterschreiten die Grenzwerte der Abgasnorm Euro 5+.

### Fahrwerk
Der Rahmen ist ein Brückenrahmen aus Stahlrohr. Die Motor-Getriebe-Einheit ist mittragend.
Auf den Speichenrädern sind schlauchlose, für Fahrten in leichtem Gelände geeignete Reifen aufgezogen. Das 19"-Vorderrad wird von einer „Up-side-down“-Teleskopgabel von Sachs mit 46 mm Standrohrdurchmesser und 170 mm Federweg geführt. Federvorspannung und Zugstufendämpfung sind manuell einstellbar.
Hinten wird die Einarmschwinge aus Aluminium von einem einzigen, seitlich montierten Federbein von Kayaba mit 170 mm Federweg geführt. Die Zugstufendämpfung ist einstellbar, die Federvorspannung kann per Handrad justiert werden. Bei der Markteinführung ist im Gegensatz zur V100 Mandello kein semi-aktives Fahrwerk erhältlich.
Die Kraftübertragung an das 17"-Hinterrad erfolgt über einen Kardanantrieb mit einer in die Schwinge integrierten Kardanwelle.

### Bremsanlage
Am Vorderrad verzögert eine hydraulisch betätigte 4-Kolben-Doppelscheibenbremse von Brembo mit radial geschraubten Vierkolben-Festsätteln und halbschwimmend gelagerten Bremsscheiben mit 320 mm Durchmesser. Hinten wird für die ebenfalls hydraulisch betätigte Scheibenbremse mit 280 mm Durchmesser ein Doppelkolben-Schwimmsattel eingesetzt. Serienmäßig ist die Stelvio mit einem schräglagenabhängigen ABS mit Sechsachssensor (IMU) ausgestattet.

## Marktpositionierung
Die Stelvio ist in der Klasse der Reiseenduros mit rund einem Liter Hubraum (900 bis 1100 cm³) das einzige Modell mit Kardanantrieb. Konkurrenzmodelle zum Zeitpunkt der Markteinführung sind:
| Hersteller | Name                   | Motor | cm³  | kW | PS  | N·m | Endantrieb | kg ∗ | Einführung |
| ---------- | ---------------------- | ----- | ---- | -- | --- | --- | ---------- | ---- | ---------- |
| Triumph    | Tiger 900 GT           | R3    | 888  | 79 | 108 | 90  | Kette      | 219  | 2024       |
| KTM        | 890 Adventure          | R2    | 889  | 77 | 105 | 100 | Kette      | 217  | 2021       |
| Husqvarna  | Norden 901             | R2    | 889  | 77 | 105 | 100 | Kette      | 220  | 2021       |
| BMW        | F 900 GS               | R2    | 895  | 77 | 105 | 93  | Kette      | 219  | 2024       |
| Ducati     | Multistrada V2         | V2    | 937  | 83 | 113 | 94  | Kette      | 225  | 2017       |
| Suzuki     | V-Strom 1050           | V2    | 1037 | 79 | 107 | 100 | Kette      | 242  | 2020       |
| Moto Guzzi | Stelvio                | V2    | 1042 | 85 | 115 | 105 | Kardan     | 246  | 2024       |
| Kawasaki   | Versys 1000            | R4    | 1043 | 88 | 120 | 102 | Kette      | 253  | 2012       |
| Honda      | CRF 1100 L Africa Twin | R2    | 1084 | 75 | 101 | 105 | Kette      | 226  | 2019       |